# Rue Charles-Laganne
La rue Charles-Laganne (en occitan : carrièra Carles Lagana) est une voie de Toulouse, chef-lieu de la région Occitanie, dans le Midi de la France.

## Situation et accès

### Description
La rue Charles-Laganne est une voie publique. Elle se trouve dans le quartier Saint-Cyprien, dans le secteur 2 - Rive gauche. Elle est longue de 530 mètres.
La chaussée compte une voie de circulation automobile à sens unique, depuis la place du Fer-à-Cheval jusqu'à la place Charles-Laganne. Elle est définie comme une zone de rencontre et la vitesse y est limitée à 20 km/h. Il n'existe pas de piste, ni de bande cyclable.

### Voies rencontrées
La place Charles-Laganne rencontre les voies suivantes, dans l'ordre des numéros croissants :
1. Place du Fer-à-Cheval (g)
2. Cours Dillon (d)
3. Rue du Docteur-Louis-Delherm (g)
4. Rue Peyrolade (g)
5. Rue Marie-Magné (g)
6. Rue des Teinturiers (g)
7. Rue du Pont-Vieux

### Transports
La rue Charles-Laganne est parcourue et desservie, entre la rue des Teinturiers et la place Charles-Laganne, par la navette Ville. Elle se trouve également à proximité, à l'ouest, des allées Charles-de-Fitte, parcourues par les lignes de bus 1366. De plus, la ligne de tramway  marque l'arrêt au sud, sur la place du Fer-à-Cheval, à la station du même nom.
La station de vélos en libre-service VélôToulouse la plus proche est la station no 72 (23 allées Charles-de-Fitte).

## Odonymie
La rue est désignée, aux XVIIIe – XVIIIe siècle, comme la rue des Ormes, à cause de la digue, plantée d'ormes, qu'on vient de construire pour protéger le faubourg Saint-Cyprien des crues de la Garonne (actuel cours Dillon). Le lieu devenant un lieu de promenade, on lui donne aussi le nom de rue de la Promenade. À partir de 1783, à la suite de nouveaux travaux d'aménagement qui donnent au quai son aspect actuel, la rue devient la rue Basse-du-Quai ou plus simplement la rue Basse. En 1794, pendant la Révolution française, elle reçoit l'appellation de rue la Victoire, mais devient en 1806 la rue du Cours-Dillon.
Enfin, c'est en 1842 qu'elle prend son nom actuel, pour honorer la mémoire de Charles Laganne. Avocat, procureur du roi au parlement, capitoul en 1753, il avait légué à la ville, à sa mort en 1789, la somme de cinquante mille livres afin de « distribuer des eaux de la Garonne, pures, claires et agréables à boire ».

## Histoire
Au cours du XIXe siècle, le côté ouest de la rue s'urbanise progressivement. On y trouve plusieurs manufactures, telle la brasserie Martin, fondée vers 1840 (emplacement de l'actuel no 15). En 1897, le docteur Maynard, chirurgien en chef à l'hôtel-Dieu, fonde une clinique à l'angle de la rue Peyrolade (actuel no 1). Elle est destinée à recevoir des malades « peu fortunés ». Elle est placée sous la surveillance des religieuses de l'ordre de Notre-Dame-du-Calvaire.
Dans la deuxième moitié du XXe siècle, plusieurs résidences sont élevées le long de la rue, telles la résidence du Cours-Dillon en 1973 (actuel no 29-31), la résidence des Marronniers en 1975 (actuel no 15 bis) et la résidence des Rives du Cours-Dillon en 1987 (actuel no 15).
À partir des années 1990, les opérations immobilières profitent de la disparition des dernières activités de la Charles-Laganne. En 1993, la résidence Le Royal Pont-Neuf est construite à l'angle de la rue des Teinturiers (actuel no 37). Entre 2012 et 2013, à la suite du déménagement en 2011 de la clinique du Cours-Dillon au cœur du nouveau Médipôle Garonne (actuel no 45 rue de Gironis), le site de la rue Charles-Laganne et voué à la démolition. Une nouvelle résidence, À l'Ombre des Jasmins, est construite son emplacement (actuel no 1 rue Peyrolade).

## Personnalité
- Adolphe Coll (1912-1945) : né au no 25 rue Charles-Laganne, militant socialiste et résistant français, mort dans le camp de Mauthausen en Allemagne[10].